# Fire and Ice (Yngwie Malmsteen)
Fire and Ice è il sesto studio album del guitar hero svedese Yngwie Malmsteen, pubblicato il 7 gennaio 1992 dalla Elektra Records.

## Tracce
1. Perpetual - 4:14 - (Malmsteen)
2. Dragonfly - 4:49 - (Malmsteem/Edman)
3. Teaser - 3:29 - (Malmsteem/Edman)
4. How Many Miles to Babylon - 6:10 - (Malmsteen)
5. Cry No More - 5:17 - (Malmsteem/Edman)
6. No Mercy - 5:32 - (Malmsteen)
7. C'Est la Vie - 5:19 - (Malmsteem/Edman)
8. Leviathan - 4:24 - (Malmsteen)
9. Fire and Ice - 4:31 - (Malmsteen)
10. Forever is a Long Time - 4:31 - (Malmsteem/Edman)
11. I'm My Own Enemy - 6:09 - (Malmsteem/Edman)
12. All I Want is Everything - 04:02 - (Malmsteem/Edman)
13. Golden Dawn - 1:28 - (Malmsteem/Edman)
14. Final Curtain - 4:46 - (Malmsteen)
15. Broken Glass - 4:04 - (Malmsteen) bonus track

## Formazione
- Yngwie J. Malmsteen - chitarra elettrica, chitarra acustica, sitar, voce
- Göran Edman - voce
- Mats Olausson - tastiere
- Svante Henryson - basso, contrabbasso, violoncello
- Bo Werner - batteria, voce

### Ospiti
- Lolo Lannerbäck - flauto
- Michael Von Knorring - batteria su "Leviathan"